# Cartiera Mantovana
Cartiera Mantovana est une entreprise italienne de papeterie.
Fondée en 1615 et encore en activité, sa longévité lui permet de faire partie de l'Association des Hénokiens.
Elle a célébré en 2015 son 400e anniversaire. Elle emploie 200 personnes.

## Métiers
Cartiera Mantovana est l'un des plus importants fabricants italiens de papier d'art.